# 巴勃罗·孔特雷拉斯
巴勃罗·孔特雷拉斯（西班牙語：Pablo Contreras，1978年9月11日—），智利男子足球运动员，司职后卫。他曾代表智利国奥队参加2000年夏季奥林匹克运动会足球比赛，获得一枚铜牌。